# Benedicte Federspiel
Benedicte Federspiel (født 4. august 1941, død 23. juni 2025) var en dansk jurist og direktør i Forbrugerrådet Tænk.
Federspiel blev cand.jur. fra Københavns Universitet i 1966 og arbejdede derefter ved Danmarks ambassade i London og ved Danmarks generalkonsulat i New York City inden hun i 1970 kom til Forbrugerrådet, som hun i perioden 1983-2000 var direktør for. Hun forlod direktørposten i 2000 efter en rapport om arbejdsmiljøet. Hun havde en række tillidshverv relateret til forbrugerforhold i Danmark og i udlandet. Hun gik på pension i 2020. Hun var æresmedlem på livstid af Forbrugerrådet Tænks rådsforsamling.
Hun var bl.a. medlem af DS Standardiseringspolitisk Forum og DS Forbrugerkomiteen, Indsamlingsnævnet, Følgegruppe for Retsplejerådet samt Forum for fair og bæredygtig handelspolitik. I udlandet sad hun bl.a. i ANEC (no) Steering Committee fra 1994, BEUC (fr) Enforcement Steering Group, den Europæiske bestyrelse for Transatlantic Consumer Dialogue (TACD) fra 1997, Det Økonomiske og Sociale Udvalg (først udpeget i 1973), DG Trade Civil Society Forum.
Hun var gift med højesteretspræsident Børge Dahl.